# Pasites rotundiceps
Pasites rotundiceps là một loài Hymenoptera trong họ Apidae. Loài này được Bischoff mô tả khoa học năm 1923.